# Záborszky József
Záborszky József (Tokaj, 1918. november 10. – Budapest, 2015. április 9.) magyar karmester, zenetanár, zeneszerző.

## Életpályája
Thomán Máriánál tanult hegedülni, majd a Liszt Ferenc Zeneművészeti Főiskolán Országh Tivadar növendékeként szerzett diplomát 1942-ben. 1954-ben a Budapesti Pedagógiai Főiskolán ének-zene szakos tanári diplomát is szerzett.
1945 és 1954 között a Vámigazgatóság ének- és zenekarának vezetőjeként tevékenykedett.
Ezt követően 1962-ig ének-zenét tanított a budapesti I. István Gimnáziumban. 1954-ben létrehozta az István Gimnázium szimfonikus zenekarát, melynek alapító karmestere majd zeneigazgatója lett. 1962-től 1968-ig a gyöngyösi Állami Zeneiskola, 1968 és 1985 között a Fővárosi XIV. Kerületi Állami Zeneiskola igazgatója volt. Zenekarával Ausztriában, az NSZK-ban és az NDK-ban, Svájcban, Franciaországban, Olaszországban és Finnországban is nagy sikerrel vendégszerepelt. 2000-ben zenekarával együtt Magyar Örökség díjban részesült. Fia Záborszky Kálmán karmester, a Szent István Király Zeneművészeti Szakközépiskola és Alapfokú Művészetoktatási Intézmény igazgatója.

## Művei
- A szarvassá változott fiú
- Aszoka
- Fantázia 2 cimbalomra és szimfonikus zenekarra
- Passió
- Requiem Mátyás király emlékére
- Tiszteletadás Henry Dunant-nak - kantáta
- Virágvasárnapi passió
- Válaszút - kantáta
- Hófehérke
- Mátyás király juhásza
- Hamupipőke
- A három tulipán - meseoperák
- Szent Erzsébet - opera
- Litania pro pace
- Emlékezés 1956-ra - kantáta
- Tücsöklakodalom

## Díjai, elismerései
- Zugló díszpolgára (2015) (posztumusz)[3]